# Jesús Lucendo
Jesús Julián Lucendo est un footballeur international andorran né le 19 avril 1970 à Pedro Muñoz (Espagne) reconverti entraîneur. Il est avec Toni Lima, l'un des deux seuls andorrans à avoir disputé un match de Liga. En l'occurrence, Lucendo a joué un match pour le FC Barcelone le 2 septembre 1989 face au Real Valladolid.

## Carrière
Lucendo joue son seul match officiel avec l'équipe première du FC Barcelone, le 2 septembre 1989 face au Real Valladolid lors de la 1re journée de championnat (défaite 2 à 0).
Il inscrit notamment le premier but en compétition officielle de l'histoire de l'équipe nationale d'Andorre, le 5 septembre 1998 sur pénalty contre l'Arménie (score final 3-1 pour l'Arménie).